# Edith Alonso
Edith Alonso Sánchez (Madrid, 1974) es una compositora, pianista y artista sonora española. Su trabajo se centra en temas electroacústicos, trabajos mixtos y bandas sonoras. 

## Trayectoria
Fue cofundadora de Campo de Interferencias, una organización sin ánimo de lucro cuya misión es promocionar el arte sonoro en España. Además, desde 2014 dirige junto a Antony Maubert el festival de arte sonoro, música electroacústica, experimentación sonora, live coding e improvisación Radical dB Festival en Zaragoza. Este evento cuenta, entre otros, con el apoyo del Centro de Arte y Tecnología ETOPIA y del propio Ayuntamiento de Zaragoza.
En 2007, Alonso representó a España en la Tribuna internacional de música electroacústica (TIME) de la UNESCO.
Dentro del festival Rebel-K de música underground organizado en Madrid en 2017, Alonso presentó su disco 'Collapse', su segundo álbum tras 'Le jazz non plus' publicado en 2015.
Ha obtenido diversas distinciones y premios por su trabajo. En 2008 fue la ganadora del concurso Madrid Abierto, en 2009 obtuvo una mención honorífica en el Premio de Europa, y otra mención honorífica en el concurso Hablar en Arte. También ganó el prestigioso premio francés de la Société des auteurs, compositeurs et éditeurs de musique (SACEM).